# 海老名香葉子
海老名 香葉子（えびな かよこ 、本名：海老名 嘉代子、旧姓：中根、1933年〈昭和8年〉10月6日 - ）は、日本のエッセイスト、絵本作家、作家。株式会社ねぎし事務所代表取締役。
初代林家三平の妻として、夫の死後も一門の中心として活動する。

## 来歴・人物
東京府東京市本所区竪川町（現・東京都墨田区立川3丁目）出身。生家は釣り竿の名匠「竿忠」。

### （初代）林家三平・こん平一門のおかみさんとして
第二次世界大戦中、静岡県沼津市の叔母宅に疎開した。家族と別れる当日、母から「香葉子は強い子よ。だから大丈夫よ。いつもニコニコしているのよ。笑顔でいれば必ずお友達もいっぱいできるし、みんなに好かれるのよ、どんなときでも笑顔でいるのよ」と言われたことが心に残っていると言い、自身の著書に記述され、インタビューでも度々語っている。当時は国民学校の5年生だったが、その最中に起きた東京大空襲で、父である竿忠の3代目・音吉のほか、母・祖母・長兄・次兄・弟の家族6人を亡くす。唯一生き残った三兄の喜三郎が4日後、ボロボロの姿で訪ねてきて「みんな死んじゃった。守れなかった。」と何度も泣きながら伝えられ、家族の死を知った。
身寄りを亡くしたため、終戦・帰京後は親戚をたらい回しにされるが、父の知人で釣り好きで知られた3代目三遊亭金馬に引き取られる。金馬家に七代目林家正蔵の妻が出入りしていた関係から、1952年 その実子であった初代三平と結婚し、以後三平の芸能生活を陰からサポートした。結婚から2か月程経過した頃に夫・三平が体調を崩し、同時期に長女・海老名美どりを妊娠していることが判明する。経済的にも苦しい時期で、姑のすすめで易学の姓名判断によりこの頃から「海老名香葉子」の名前を使う。長女の他、次女・泰葉、長男・泰孝（九代目林家正蔵、前名：こぶ平）、次男・泰助（二代目林家三平、前名：いっ平）と、4人の子供をもうけ、林家たま平（正蔵の長男・泰良）、林家ぽん平（正蔵の次男・泰宏）、下嶋兄ら6人の孫にも恵まれた。
しかし1980年、夫・三平が肝臓がんにより死去。この時、泰孝は「林家こぶ平」として父・三平の門下となっていた（三平の死去に伴い、惣領弟子の林家こん平門下に移籍）が、泰助はまだ小学4年生であった。以後は惣領弟子で一門を引き継ぐ形となったこん平を支え、自らも一門の精神的支柱となり、通常は師匠の死去に伴い一門は解散となる落語界にあって、今日に至るまで一門存続を可能ならしめている。
なお、林家たい平がこん平に弟子入りを希望した際も、正式に弟子入りをするまでの間、こん平はたい平に対して香葉子の自宅での住み込み修行をさせている。
長年、家族・一門のマネジメントを行う個人経営の「ねぎし事務所」があり、夫の死後は先頭に立ってその運営を担っていた。2007年には法人化され、代表取締役となった。
また、高齢となった近年は長男・泰孝（九代目正蔵）の妻である有希子に一門のおかみさんとしての実務を任せ、自らは積極的にメディア出演を行っている。

### 一個人としての活動
自身の戦争体験を絵本などにまとめ、平和の尊さを訴えている。講演活動やテレビ出演も多い。また、週刊誌などで人生相談の回答者としても活躍している。
- 絵本作品の中でも『うしろの正面だあれ』は自身の少女時代の戦争経験を元にした作品であり、長男である林家こぶ平（現：九代目林家正蔵）が本名の海老名泰孝名義で出演する劇場用映画も制作されるなどしていて特に著名な作品として知られる。
- 2005年、私財と寄付で東京都台東区上野に「哀しみの東京大空襲[5]」、「時忘れじの塔[6]」を建立し、毎年3月9日に空襲犠牲者を慰霊する集いを行っている。2021年3月には、追悼を続けていることに対して、アメリカ政府（ジョセフ・ヤング駐日アメリカ臨時代理大使名義）から感謝の手紙を受け取っている[7]。
- 2008年、日本テレビで放送されたドラマ『東京大空襲』では、監修も務めた。

政治的には平和の尊さを訴える立場から、日本共産党の支持者として名を連ねており、2006年11月の「赤旗まつり」では、党書記局長・参議院議員の市田忠義とトークショーを行い、日本国憲法第9条の堅守を訴えた。戦争を回避するために、何よりも重要なものと考えている。一方で2006年10月には、政府の教育再生会議委員に就任した（2008年1月末で解散）。その一方では、政治的には日本共産党と対立関係（自民党支持・反共主義・保守派・右派・改憲派）に位置する産経新聞の読者ファンクラブ「ウェーブ産経」の幹事を務めており、同クラブ10周年記念会報（平成23年春、第26号）で産経新聞にエールを送っている。
文筆はエッセイにとどまらず、増位山太志郎のヒット曲『そんな夕子にほれました』の作詞も手がけている。
かつては上記の戦争体験やその家庭的な雰囲気からコメンテーターとしてワイドショー等に出演することが多かったが、別のバラエティー番組で長男である正蔵の箸の持ち方を指摘されて以来その教育方針を問われ、ワイドショーへの出演は控えている状態である。
最近ではいくつかの自治体の観光大使等を務め、それぞれの土地のPRを行っている。現在ではたいとう観光大使、穴水町名誉町民、石川県観光大使 を務めている。過去には第4期燦々ぬまづ大使を務めていた。
2015年9月には経営陣を変え新装開場した名古屋・大須演芸場最高顧問に就任。2020年9月、大須演芸場がリニューアルオープン5周年を迎えたのを機に自身も高齢で運営での助言の必要もなくなったと判断し、最高顧問の職を辞した。

### 家族
峰竜太は長女・美どりの夫である。女優・国分佐智子は次男・泰助（二代目三平）の妻（2011年3月22日に入籍）。春風亭小朝は次女・泰葉の元夫で、その離婚を巡ってはマスメディアを賑わせる騒動となり、次男・泰助の二代目三平襲名にも影を落とす結果となった。
孫に林家たま平（正蔵の長男・泰良）、林家ぽん平（正蔵の次男・泰宏)、下嶋兄（美どりの息子）がいる（その他にも正蔵の長女や、美どりの長女と言った女性の孫もいる）。
現在も自宅は大家族主義であり、長男・正蔵夫婦と、正蔵の子供（香葉子の孫）であるあづき、たま平、ぽん平の3姉弟、正蔵が正式に取った入門したての弟子（行儀見習い）と暮らしている。これは初代三平と結婚した時以来の伝統である。なお次男・三平一家は近所に自宅を構え、そこに暮らしている。また、たま平は正蔵の意向により二つ目昇進を機に家を出て一人暮らしをしている。

## 主な著作
- 『ことしの牡丹はよい牡丹』主婦と生活社、1983年5月5日。NDLJP:12252639。（1989年9月、文春文庫）
- 『お母さんのゲンコツ』主婦と生活社、1984年10月25日。NDLJP:12106820。
- うしろの正面だあれ（絵・千葉督太郎）（1985年7月、金の星社）ISBN 978-4323009087
  - （1990年11月、フォア文庫）ISBN 978-4323010779
  - （アニメ版、1991年1月、金の星社）ISBN 978-4323012575、
  - （改訂版、2022年2月、金の星社）ISBN 9784323075044
  - （アニメ改訂版、2022年2月、金の星社）ISBN 9784323075051
- 『姑うた様と : 下町は今日も青空』講談社、1986年12月2日。ISBN 978-4062015455。NDLJP:12254851。
- 暮しの「かくし味」―母から娘へ贈る家事秘伝（1988年7月、二見書房）ISBN 978-4576880822
- 私が受けた愛のしつけ（1990年5月、海竜社）ISBN 978-4759302561
- あした天気になあれ―ことばと暮らす（1990年11月、朝日新聞社、現朝日新聞出版）ISBN 978-4061322080
- 海老名香葉子が選んだ 娘たちに伝えたい! 暮らしのびっくり知恵袋 ― おかみさんも驚いた読者の知恵! 衣・食・住の秘術800 (女性自身whoブックス)（編：女性自身編集部、1991年7月、光文社）ISBN 978-4334900236
- 海老名香葉子の野菜大好き―わが家の味・下町の味（1992年4月、家の光協会）ISBN  978-4259536770
- 泣いて笑ってがんばって（1988年9月、家の光協会、1992年7月、廣済堂文庫）ISBN 978-4259543723
- 家族の中の私―尽くす喜び尽くされる喜び（1993年、海竜社）ISBN 978-4759303537
- さくらいろのハンカチ（絵・永田萌）（1994年7月、講談社）ISBN 978-4259543723
- 別冊家庭画報・海老名香葉子のうちのごはんがおいしいわ! （1995年3月、世界文化社）ISBN 978-4418951086
- 花いちもんめ―天までとどけ、私の気持ち。（1995年12月、大和書房）ISBN 978-4479010852
- お咲ちゃん―悲しい大地へ、46年目の旅（1997年8月、徳間書店）ISBN 978-4198607333
- 半分のさつまいも（絵・千葉督太郎）（1997年12月、くもん出版）ISBN 978-4774301778
- 毎日が楽しいあいうえお―クヨクヨを元気に換える発想術（1999年3月、小学館文庫）ISBN 978-4094031317
- さみしくなんかなーいよ（2001年5月、ゴマブックス）ISBN 9784907710835
- 海老のしっぽ（2001年6月、講談社文庫）ISBN 978-4062731881
- 玉ねぎコロリン 海老名香葉子のちょっといい話（2004年9月、共同通信社）ISBN 978-4764105416
- ネーネ。（絵・勝川克志）（2007年12月、くもん出版）ISBN 9784774313399
- おかみさん（2008年12月、文春新書）ISBN 9784166606733
- 子供の世話になって死んでいきます―お金の貯蓄も大事でしょうが、情の貯蓄が尚更です（2011年12月、海竜社）ISBN 978-4759312249
- 母と昭和とわらべ唄（2013年6月、鳳書院）ISBN 978-4871221757
- 私たちの国に起きたこと（2015年10月、小学館新書）ISBN 978-4098252497
- いつも笑顔で - あの戦争と母の言葉（絵：いわさきちひろ）（2017年6月、新日本出版社）ISBN 978-4406061445
- 照る日曇る日―心のふるさと能登穴水と私（共著：穴水町）（2017年8月、北國新聞社）ISBN 978-4833021081
- えくぼのかよちゃん（絵：林家しん平）（2020年4月、金の星社）ISBN 9784323074603
- 人生起き上がりこぼし（2020年11月、海竜社）ISBN  9784759317367
- 大大陸に陽は落ちて 満州引揚げ者たちの哀しみの記憶（著：海老名香葉子、著・画：ちばてつや）＊CD「大大陸に陽は落ちて」(歌：クミコ）付（2024年8月、鳳書院）ISBN 978-4-87122-213-6

## 家族
- 長男：九代目林家正蔵（本名：海老名泰孝、妻は海老名有希子）
  -     - 孫：海老名あづき
    - 孫：林家たま平（本名：海老名 泰良）
    - 孫：林家ぽん平 （本名：海老名 泰宏）
- 次男：二代目林家三平（本名：海老名泰助）
  - 次男の妻：国分佐智子
- 長女：海老名美どり
  - 長女の夫：峰竜太
    - 孫：下嶋兄
- 次女：泰葉（次女の元夫は春風亭小朝）

## 演じた女優
- 池内淳子 - 金曜劇場『ことしの牡丹はよいぼたん』（1983年、フジテレビ）
- 有森也実 - 花王ファミリースペシャル『林家三平夫人物語 どうもすいません!』（1993年、関西テレビ）
- 菊川怜 - 『林家三平ものがたり おかしな夫婦でどーもスィマセーン!』（2006年・テレビ東京）